# Christian Keller
Christian Keller (Essen; 3 de agosto de 1972) es un nadador alemán retirado especializado en pruebas de estilo libre, donde consiguió ser medallista de bronce olímpico en 1996 en los 4 × 200 metros.

## Carrera deportiva
En los Juegos Olímpicos de Atlanta 1996 ganó la medalla de bronce en los relevos de 4 × 200 metros estilo libre con un tiempo de 7:17.71 segundos, tras Estados Unidos y Suecia (plata); y en el Mundial de Piscina larga de Roma 1994 ganó el bronce también en los relevos de 4 × 200 metros libre.